# 白山公園 (新潟市)
白山公園（はくさんこうえん）は、新潟島の中央部、新潟県新潟市中央区一番堀通町地先にある公園である。1873年に布告された太政官布告により、日本で最初に開設された25箇所の都市公園のうちのひとつであり、日本の都市公園100選にも選ばれている。2018年度に国の名勝に指定された。

## 概要
白山神社東側に園地を有する。南側は空中庭園を経由して信濃川やすらぎ堤とも接続している。園地は現在、約7.0haの広さを有する。

## 施設

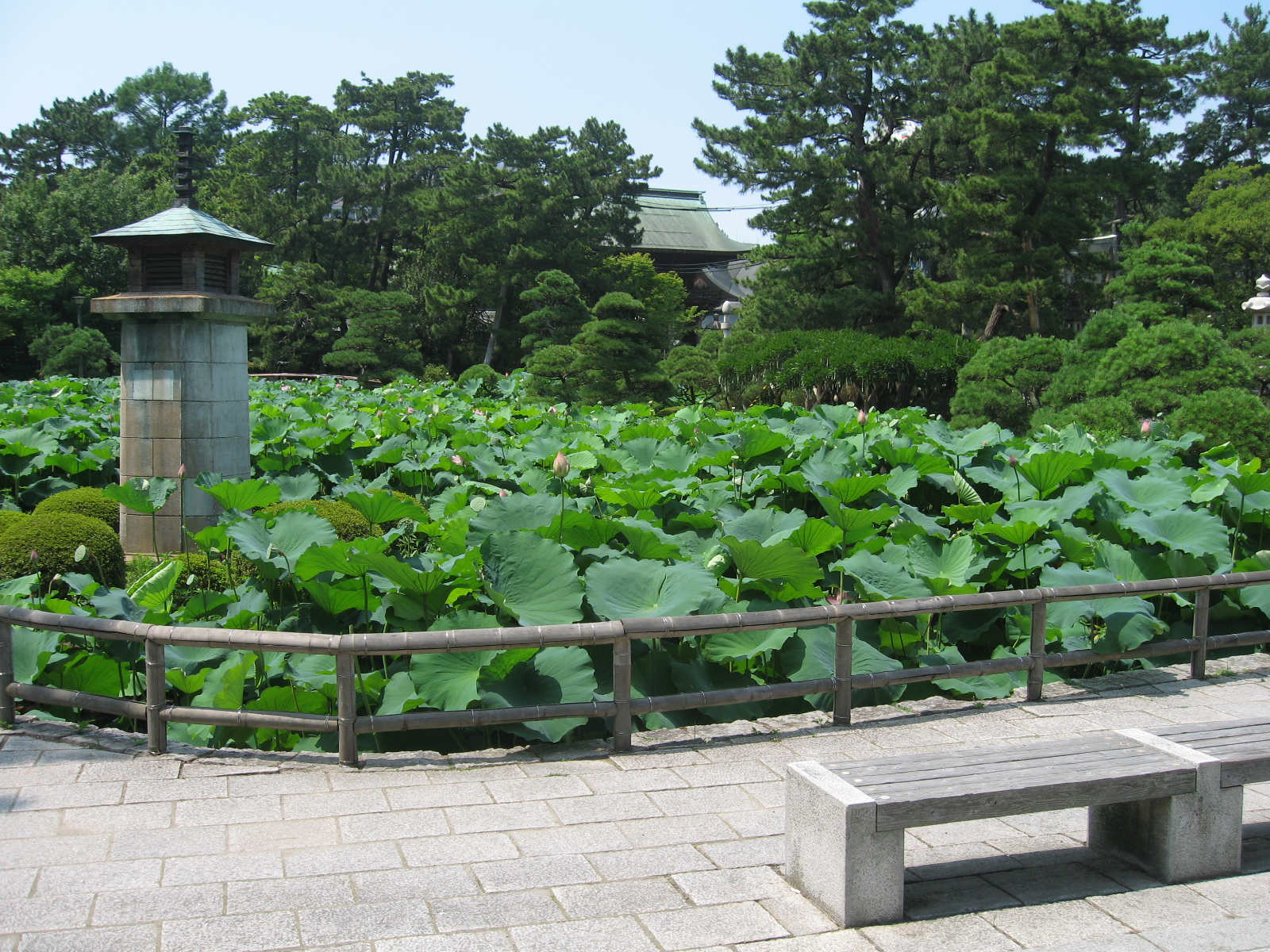
7月下旬から8月にかけて、蓮の花で埋め尽くされる蓮池。写真左手に建つのはラジオ塔

### 神社境内

白山公園のタマ公像（2022年3月）

1989年3月に建てられた楠本正隆像

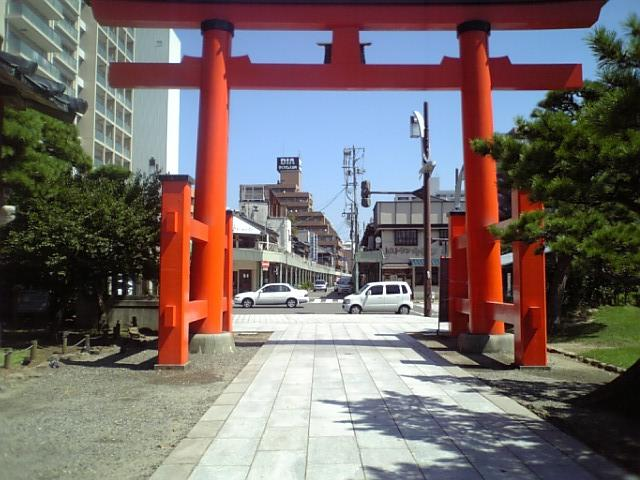
白山公園から見た古町通り起点
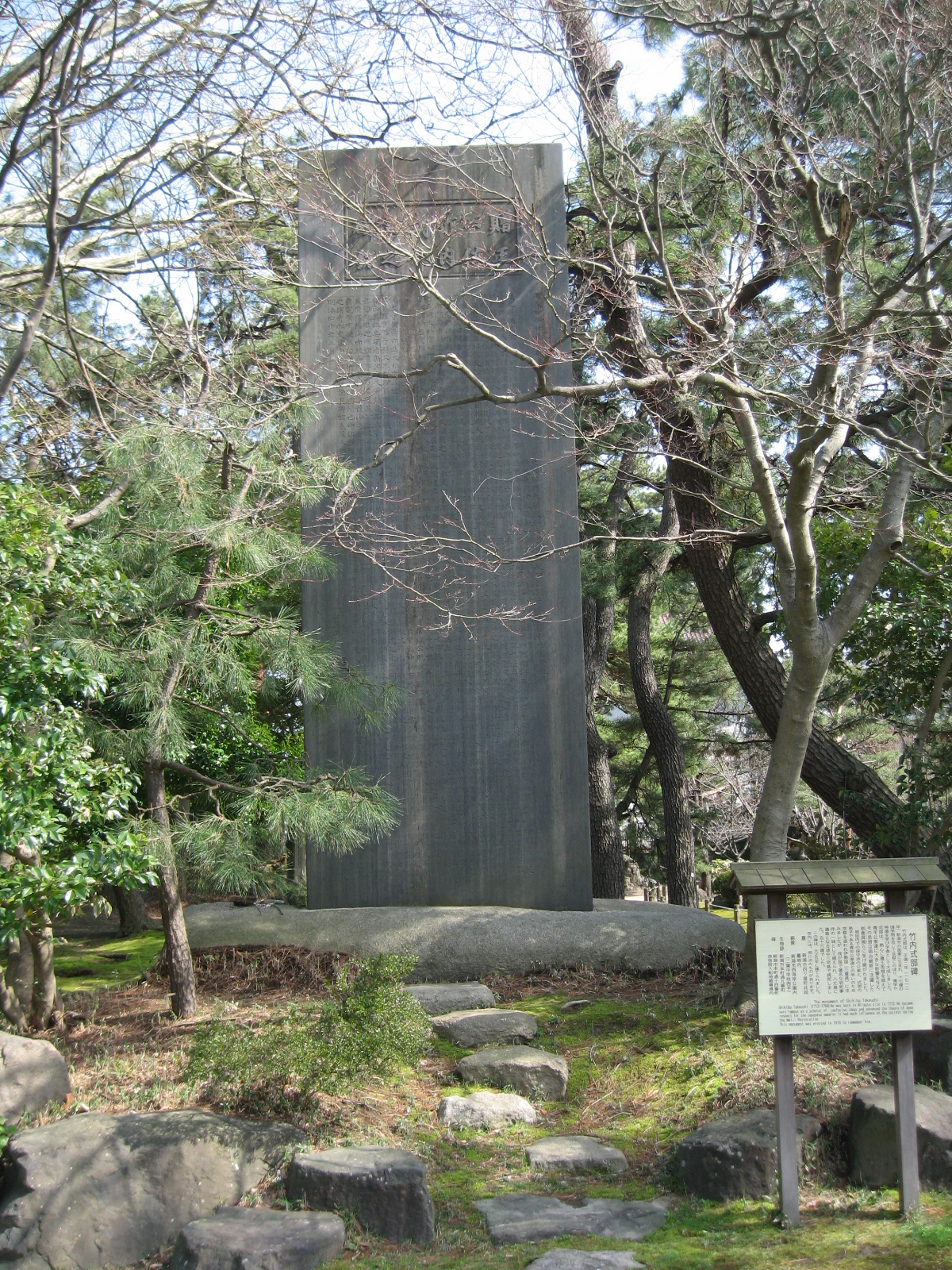
贈正四位竹内式部君碑
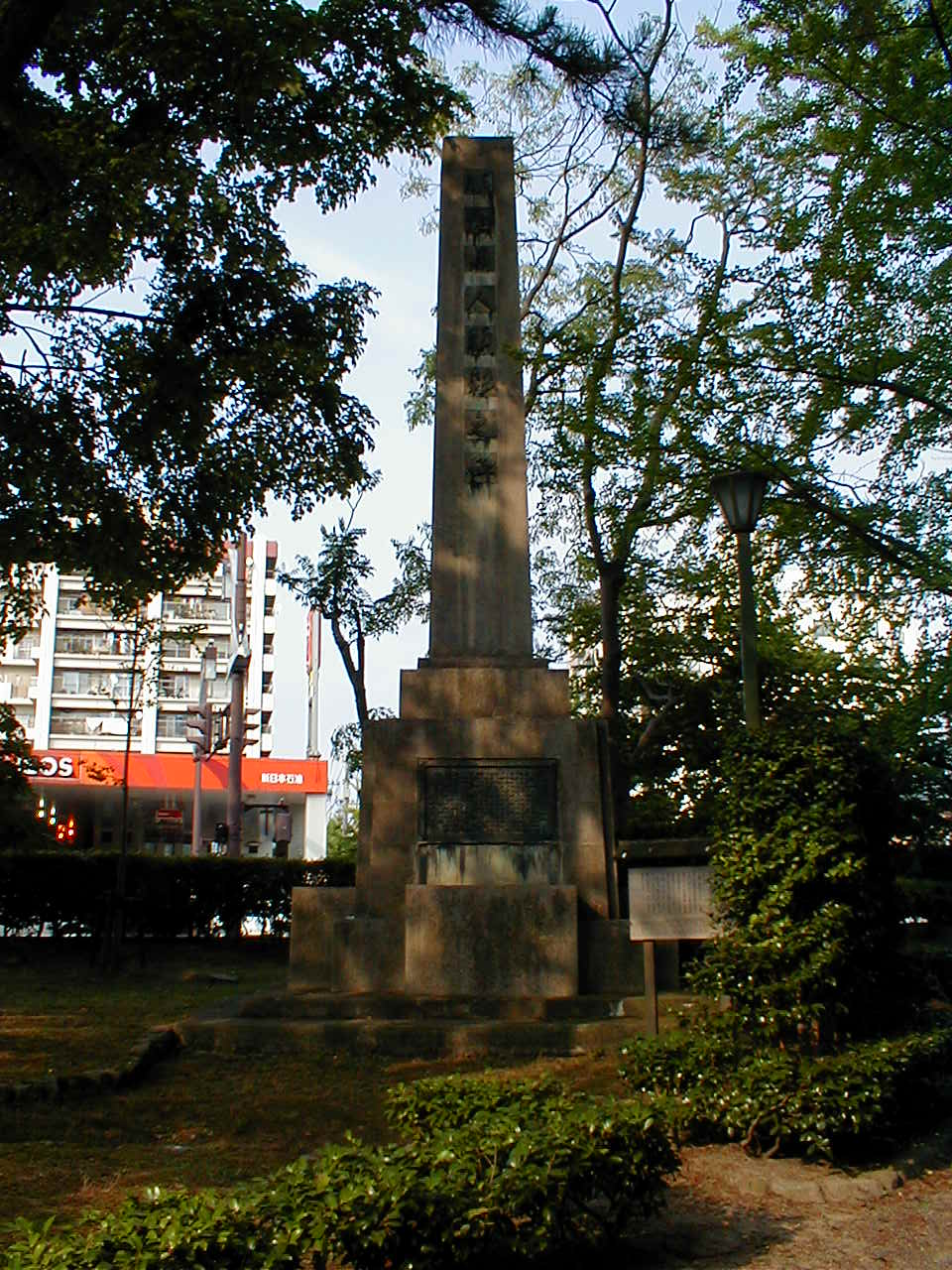
明和義人顕彰之碑

- 白山神社

北東部
- 梅林
- 猿小屋

北西部
- 燕喜館
- 蓮池
- 吉原芳仙画碑
- 忠犬タマ公像

1934年（昭和9年）2月5日と1936年（昭和11年）1月10日の2度にわたって飼い主を雪崩から救った忠犬タマ公の銅像。
- ラジオ塔

1932年（昭和7年）、NHK新潟放送局の開局1周年を記念し、ラジオ放送普及を目的に蓮池内に建立された。データイムにはNHKラジオ第1放送が流されていたが、2013年（平成25年）に老朽化によって破損。その後修復され、2022年（令和4年）現在稼働中。
- 獅子山

南部
- 美由岐賀岡
- 楠本正隆像

白山公園の設立を計画した第二代新潟県令楠本正隆の銅像。
- 新潟遊園碑

- ひょうたん池
- 新潟最古の石灯篭

形状はキリシタン灯篭に酷似。
- 贈正四位竹内式部君碑
- 明和義人顕彰之碑
- 新潟県政記念館（旧新潟県会議事堂）

- 白山公園から見た古町通り起点
- 贈正四位竹内式部君碑
- 明和義人顕彰之碑

### 信濃川側空中庭園

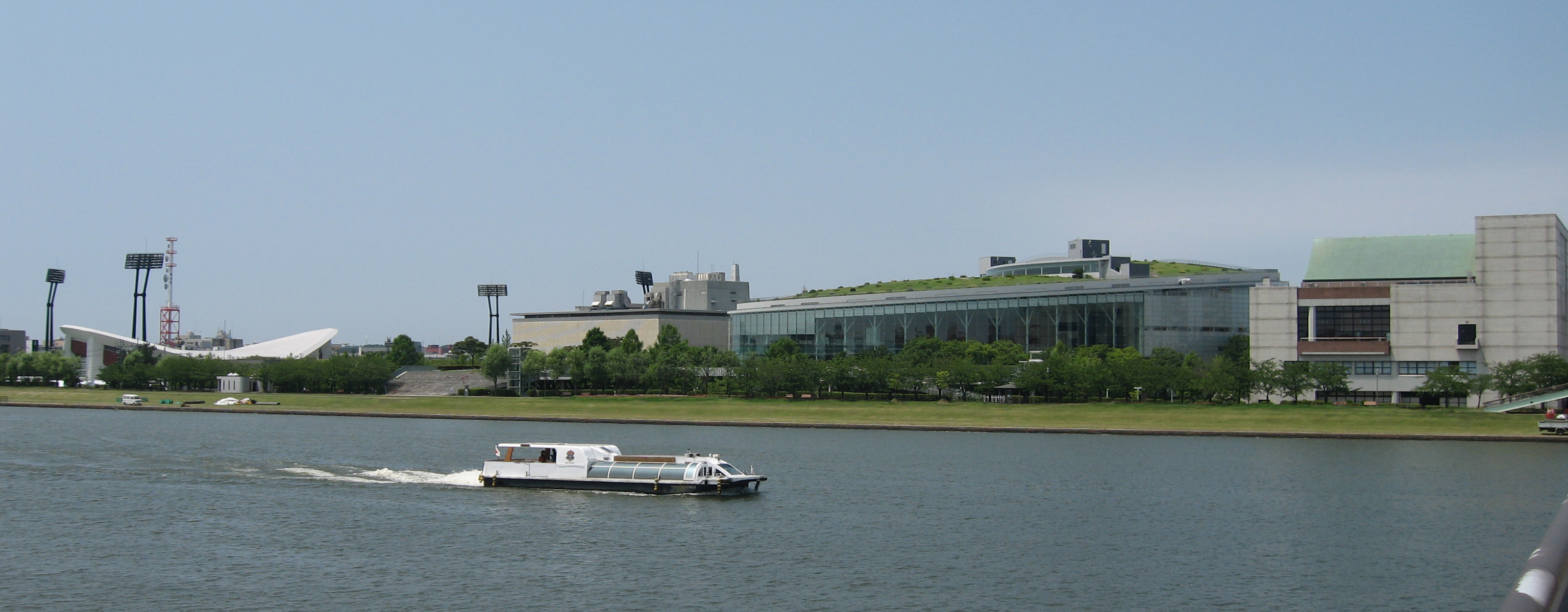
昭和大橋から見た、白山公園の劇場群

- 新潟市音楽文化会館
- 新潟市民芸術文化会館（りゅーとぴあ）
- 新潟県民会館
- 新潟市体育館
- 新潟市陸上競技場

## 歴史
江戸時代の日本では、誰でもいつでも自由に利用することができる公園のような所はほとんど無く、明治初期でも公園は外国人居留地である横浜と神戸にあるのみだった。
白山公園がある白山神社境内は松原が広がり、信濃川越しに弥彦山、角田山、越後山脈を眺望する江戸時代以来の景勝地であり、白山祭などでにぎわう新潟町民の行楽地でもあった。さらに境内地は江戸時代には無税地だったため、1871年（明治4年）1月の太政官布告によって官有地になっていた。
1872年（明治4年）5月に二代目新潟県令として赴任した楠本正隆は、新潟に赴任する以前は外務大丞として活躍し、開港場である新潟を開化の地として発展させるために公園を設けることにした。
造園
白山公園の工事は、1873年（明治6年）1月の太政官布告以前の1872年（明治5年）から始まっていた。太政官布告後、楠本は白山神社境内地に造園している「遊歩場」が布告の公園の条件に一致するとして大蔵省に申請した。1873年（明治6年）7月に建てられた「新潟遊園碑」で秋月種樹は公園の意義を説き、白山公園がヨーロッパの公園と同じ精神で作られていると称賛している。
公園がいつ完成したのか、公園の竣工式、開園式などが行われたのかは不明。1875年（明治8年）12月付の楠本から後任県令永山盛輝への事務引継書には「現在の工事はほぼ終わった」とあるが、その後も整備工事は続けられた。
明治天皇の巡幸
1878年（明治11年）、明治天皇が新潟県を巡幸することが発表され、白山公園の一番の見どころである公園の縁を悠々と流れる信濃川と、その向こうにある弥彦山、角田山、越後山脈の眺望を見るための築山が築かれた。
築山は蓮池の東端に設けられ、白山橋の参道を延長。「新潟遊園碑」が築山の上に移されて野立所が建てられた。この築山を作る際に使う土を掘った跡を整備したのが「ひょうたん池」であるとされるが、池がいつどのように造られたのかなどの詳細は不明。
巡幸当日の9月17日午後。明治天皇は新潟県庁、新潟医学校、新潟学校、裁判所を訪れた後に勧業博覧会を見学し、公園に入り築山の野立所で休憩した。雨天のため山は見えなかったが、明治天皇は眼前の信濃川を眺めて帰宿した。この巡幸の後に、築山は「美由岐賀岡」と呼ばれるようになった。
昭和初期
昭和初期に行われた信濃川両岸の埋立事業によって南側に造成された埋立地には陸上競技場、野球場、庭球場を擁する「白山総合運動場」が造られ、また庭球場隣に地元石油会社が建設した会館が市に寄贈され「新潟市公会堂」として開館した。
戦後以降
1964年の新潟地震で液状化現象による噴砂などが発生し被災。園内の施設も損壊した。このうち老朽化した野球場は廃止され、跡地には震災義援金の活用策として「震災記念館」が建設される事となった。これが現在の新潟県民会館である。
1970年代から80年代に掛け園内の施設は次第に老朽化が進み、また市政の交代などによりメンテナンスすら行き届かない時期があった。公会堂ではTHE BLUE HEARTSのライブ公演中に2階席が損壊するハプニングも発生した。
平成以降
1990年代に入ると老朽化した施設は淘汰された。また園地内を経由する川岸町通りは人工地盤下を経由するトンネルに経路を変え、南北の園地が一体となった。

### 年表
- 1872年（明治5年） - 「白山遊歩場」の工事が始まる。
- 1873年（明治6年）7月 - 新潟遊園碑が建つ。
- 1878年（明治11年）9月 - 明治天皇が巡幸し、美由岐賀岡が築かれる。
- 1881年（明治14年）5月 - 偕楽館が開館する。
- 1883年（明治16年）3月 - 新潟県会議事堂が建つ。
- 1900年（明治33年） - 公園改良工事が実施される。
- 1911年（明治44年）4月 - 白山新公園が公園地に編入される。
- 1912年（明治45年）5月 - 松江亭が建ち、ひょうたん池に噴水ができる。
- 1913年（大正2年）5月18日 - 白山公園に竹内式部の顕彰碑が建てられる。
- 1915年（大正5年）9月18日 - 白山公園で竹内式部顕彰碑の建碑式が行われる。
- 1917年（大正6年） - 新潟市体育奨励会が白山公園に運動器具を設置する。
- 1918年（大正7年） - 白山公園に集まった人々が米騒動を起こす。
- 1920年（大正9年）6月 - 白山新公園にグラウンドができる。
- 1923年（大正12年） - 新潟市が白山新公園にグラウンドを整備する。
- 1928年（昭和3年）9月25日 - 白山公園に明和義人顕彰碑が建てられる。
- 1929年（昭和4年）8月17日 - 白山公園に猿小屋が設置される。
- 1931年（昭和6年）12月 - 白山新公園で満州事変戦死者の市葬が挙行される。
- 1932年（昭和7年）11月11日 - 白山公園にラジオ塔が設置される。
- 1934年（昭和9年）
  - 白山公園地先の信濃川埋め立て工事が始まる。
  - 11月 - 旧新潟県会議事堂が新潟県郷土博物館になる。
- 1937年（昭和12年）6月 - 白山公園地先の埋立地に総合運動場が竣工する。
- 1938年（昭和13年）11月 - 新潟市公会堂が落成する。
- 1945年（昭和20年）
  - 7月 - 撃墜されたB-29が白山新公園で展示される。
  - 9月 - 連合国軍最高司令官総司令部（GHQ）が新潟市公会堂に新潟軍政部を置く。
- 1948年（昭和23年）6月 - 白山新公園に新潟市立白山高校が開校する。
- 1953年（昭和28年）
  - 7月 - 新潟県産業観光大博覧会が総合運動場で開催される。
  - 12月 - 白山新公園に新潟県立新潟図書館が移転、開館する。
- 1960年（昭和35年）11月 - 新潟市体育館が開館する。
- 1964年（昭和39年）
  - 6月 - 第19回国民体育大会が開催される。
  - 6月16日 - 新潟地震が発生し、白山公園地先の埋立地で液状化現象が起こる。
- 1967年（昭和42年）11月 - 新潟県民会館が開館する。
- 1969年（昭和44年）3月 - 旧新潟県会議事堂が国の重要文化財に指定される。
- 1970年（昭和45年）9月 - 市民茶亭「遊神」が建つ。
- 1971年（昭和46年） - 白山公園改造工事が実施される。
- 1975年（昭和50年）4月 - 新潟県政記念館が開館する。
- 1977年（昭和52年）11月 - 新潟市音楽文化会館が開館する。
- 1985年（昭和60年）1月 - 新潟市第三次総合計画に白山公園地区のセントラルパーク化が盛り込まれる。
- 1987年（昭和62年）10月 - 白山公園の大規模改修工事が始まる。（1992年（平成4年）まで）
- 1989年（平成元年）3月 - 美由岐賀岡に楠本正隆像が建つ。
- 1997年（平成9年）9月 - 偕楽館跡地に燕喜館が開館する。
- 1998年（平成10年）10月 - 新潟市民芸術文化会館が開館し、周辺が白山公園に編入される。
- 2009年（平成21年）9月 - 第64回国民体育大会が開催される。
- 2013年（平成25年）6月 - 老朽化により、ラジオ塔が破損。[8]
- 2018年（平成30年）10月 - 国の名勝に指定[1]。

## 交通
- JR越後線白山駅より徒歩約10〜15分
- BRT萬代橋ライン 「市役所前」停留所から徒歩3分
- 新潟交通・新潟市観光循環バス「白山公園前」停留所から徒歩すぐ